# Gradinsko jezero
Gradinsko jezero ili Jezerce je jezero u Hrvatskoj. Nalazi se u Ličko-senjskoj županiji. Spada u Plitvička jezera, u skupinu Gornjih jezera. Nalazi se na nadmorskoj visini od 553 metra. Površine je 8,1 hektar. Najveća dubina je 10 metara. Ime je dobilo prema obližnjoj gradini. 